# Ocyrhoé (Océanide)
Pour les articles homonymes, voir Ocyrhoé.
Ocyrhoé (en grec ancien Ὠκυρόη) est, dans la mythologie grecque archaïque, une Océanide, fille d'Océan et de Téthys citée par Hésiode dans sa liste d'Océanides.

## Famille

### Ascendance
Ses parents sont les titans Océan et Téthys. Elle est l'une de leur multiples filles, les Océanides, généralement au nombre de trois mille, et a pour frères les Dieux-fleuve, eux aussi au nombre de trois mille. Ouranos (le Flot) et Gaïa (la Terre) sont ses grands-parents tant paternels que maternels.

### Descendance
Elle s'unit à Hélios de qui elle eut un fils, Phasis.

## Mythe
Selon la Théogonie d'Hésiode, cette nymphe s'unit à Hélios, le Soleil, avec qui elle eut un fils, Phasis. Ayant vu sa mère avec un amant, Phasis la tua puis, hanté par ses remords, se suicida en se jetant dans une rivière situé en Colchide, l'Arcturus, qui pris dès lors son nom et fut appelée rivière de Phasis.